# Rosauro Castro
Rosauro Castro és una pel·lícula mexicana dirigida per Roberto Gavaldón i estrenada el 22 de desembre de 1950 al cinema Palacio Chino. Va començar la seva filmació el 6 de febrer de 1950, acabant-la l'11 de març de 1950 pels Estudios Azteca.

## Sinopsi
Un llicenciat arriba a Valle de Bravo a investigar l'assassinat del candidat a la presidència. Un home jove, al qual el cacic ha prohibit entrar al poble, va amb el llicenciat i declara que l'assassí és el cacic. El cacic llaça a l'home al seu cavall i l'arrossega fins a matar-lo. Els germans del candidat mort ataquen el ranxo del cacic i en el tiroteig el seu fill mor per un tret perdut del seu pare. El cacic vol venjança però el seu compare, el president municipal, li ho impedeix. Tots dos es disparen entre si i mor el cacic.

## Repartiment
- Pedro Armendáriz - Rosauro Castro
- Carlos López Moctezuma - Don Antonio
- Arturo Martínez - Lic. García Mata
- Carlos Navarro - Chabelo Campos
- Mimí Derba
- Rogelio Fernández
- Ignacio Vallalpando
- Chel López
- Humberto Rodríguez
- Enriqueta Reza
- Conchita Gentil Arcos

## Recepció
Segons Emilio García Riero, editor de la història documental del cinema mexicà, va declarar que "en comparació amb antigues pel·lícules rurals de l'Indi Fernández, apareix en aquesta una parenceria de coherència i realisme", assenyala que "el personatge demostra una entitat tutelar, paternal que només concedeix la vida al preu d'impedir el desenvolupament".
Aquest film ocupa el lloc 63 dins de la llista de les 100 millors pel·lícules del cinema mexicà, segons l'opinió de 25 crítics i especialistes del cinema a Mèxic, publicada per la revista Somos en juliol de 1994.